# Les Dix Mille Soleils
Pour plus de détails, voir Fiche technique et Distribution.
Les Dix Mille Soleils (Tízezer nap) est un film hongrois réalisé par Ferenc Kósa, sorti en 1967.

## Synopsis
La vie dans les campagnes hongroises depuis l'avant-guerre et la période de la régence de Miklós Horthy jusqu'aux temps des remises en question de l'idéologie communiste d'après 1956. Le titre se réfère à la longueur de cette période d'une trentaine d'années, alors à peu près de « Dix mille jours ».

## Fiche technique
- Titre : Les Dix Mille Soleils
- Titre original : Tízezer nap
- Réalisation : Ferenc Kósa
- Scénario : Sándor Csoóri, Imre Gyöngyössy et Ferenc Kósa
- Musique : András Szőllősy
- Photographie : Sándor Sára
- Montage : Ferencné Szécsényi
- Décors : József Romvári et Károly Molnár
- Pays d'origine : Hongrie
- Format : Noir et blanc - Mono
- Durée : 103 minutes
- Date de sortie : 1967

## Distribution
- Tibor Molnár : Széles István
- Gyöngyi Bürös : Juli
- János Koltai : Fülöp Bánó
- János Rajz : Balogh
- János Görbe : Bócza József

## Récompenses
- Prix de la mise en scène au Festival de Cannes 1967

## Commentaire
- Dix mille soleils, première réalisation de Ferenc Kósa, fut préparé et conçu dans le cadre du Studio Béla Balázs. « Tout l'ensemble des membres du Studio s'est mis à recueillir pour ce film la documentation nécessaire. Nous n'avons esquissé son thème que dans les grandes lignes : il s'agissait de dresser une sorte de bilan de ces trente dernières années à travers l'histoire d'un jeune homme d'origine paysanne, ou plus exactement de celle de sa famille. (...) Nous avons donc tenté, pour faire ce film, d'appliquer une méthode qui peut être comparée à celle que Béla Bartók et Zoltán Kodály avaient utilisée pour recueillir le folklore musical », explique Ferenc Kósa (entretien avec István Zsogán publié par Hungarofilm). Le scénario définitif est mis en forme par Kósa, Imre Gyöngyössy et le poète Sándor Csoóri. Il fonctionne sur l'évocation parallèle de deux paysans, Széles et Bánó, suivis durant trente ans (dix mille jours, dix mille soleils), depuis les années où il fallait se vendre sur le "marché aux hommes" pour trouver du travail, jusqu'à 1956, en passant par les années de guerre et la collectivisation des terres. « Le sujet est parent de celui de Vingt heures de Zoltán Fábri (...) mais le traitement est différent. Fábri avait fait un film en forme de dossier pédagogique, Kósa avance en poète, il dit le chant profond de la terre hongroise (...). Il n'est pas réaliste. Comme Aleksandr Dovjenko, il est un ton au-dessus de la réalité, il travaille dans le marbre, dans le haut-relief. (...) Dix mille soleils est le monument ému mais quand même monument - qu'une génération élève à la mémoire de celle qui l'a précédée. C'est un film collectif, que Kósa a dirigé comme un chef d'orchestre inspiré, en faisant la part belle au premier violon, le chef opérateur Sándor Sára », estime Jean-Pierre Jeancolas (in: Cinéma hongrois 1963-1988, Éditions du CNRS)
- Un autre point de vue enrichissant émane d'un article de Jean A. Gili consacré au film de Ferenc Kósa : « Les Dix Mille Soleils est sans doute une des œuvres qui analysent le mieux les mutations et les constantes de l'âme humaine dans une période de bouleversements politiques », constate-t-il. Puis, il émet cette réflexion : « L'attitude de Ferenc Kósa, comme celle de la plupart des réalisateurs hongrois, ne consiste d'ailleurs pas à envisager le passé sous un angle figé mais au contraire à le mettre en scène au présent. (...) L'interrogation inquiète que pose le cinéma hongrois, son retour sur le passé d'un peuple meurtri, montre en clair la volonté de définir un avenir qui soit d'abord exploration et affirmation d'un passé douloureux, comme si les illusions perdues allaient renforcer le courage des survivants et exalter, coûte que coûte, le goût de la vie et du renouveau. (...) »
- « Pour étudier un film précis », poursuit Jean A. Gili, « Les Dix Mille Soleils (...) donne une illustration (...) des thèmes de la guerre, du travail, de la terre et de la patience paysanne, du nécessaire respect de l'homme et de la révolution difficile, tels qu'ils sont ressentis par le mental collectif d'un peuple attaché à ses traditions et en même temps ouvert aux changements (...) Dans Les Dix Mille Soleils transparaît d'abord le sentiment de la terre et ses corollaires, le sens du travail bien fait, le courage et la patience du paysan ; (...) » mais également ce « sentiment si profond dans la paysannerie qu'est la haine de la guerre (...) Cette volonté de paix aide à comprendre l'attitude à l'égard de la révolution, que l'on ne remet pas en cause mais dont l'idée est trop souvent liée à celle des deuils et des ruines », que décrivent, à leur façon, les réalisations d'un Miklós Jancsó, par exemple. Et puis surtout, ce qui s'impose « c'est la volonté de faire une révolution qui ne soit pas d'abord une atteinte à la dignité humaine, comme le dit István Széles à Bánó : "Tu m'avais pourtant dit, que, dans ce régime, ce ne seraient plus les choses ou les objets, mais les hommes qui compteraient." (...) » (Jean A. Gili, À propos de Les Dix Mille Soleils, note sur la psychologie collective hongroise, in : Études cinématographiques, no 73/77, nov. 1969)
- Michel Delahaye, dans un ensemble de notes prises sur ce qu'il appelle "l'insaisissable cinéma hongrois" (in : Cahiers du cinéma, no 210, mars 1969) a pour sa part décrit le film comme : « (l')illustre prototype de cette tendance qui revient à auréoler l'Histoire des blandices de "l'Art" - à moins qu'il ne s'agisse de justifier "l'Art" par la caution de l'Histoire. Nœud de tous les heurts et malheurs de la Hongrie (du partage des terres à la révolution de 56), le film est aussi le nœud de toutes les ruses et complaisances qui aboutissent à la trahison de tout ce dont il devait être question. Le plus drôle, c'est que ce sentiment de fausseté qu'on éprouve se trouverait étrangement sur-déterminé par un fait précis : à savoir que le scénario aurait été revu et corrigé par les autorités en place (...) qui voulaient s'assurer de son conformisme. Mais (les choses en Hongrie étant fort compliquées) cela n'empêcha nullement le film d'avoir certains ennuis, pour un certain nombre de raisons qui ne firent qu'augmenter son crédit (...) »